# Bertóti Éva
Bertóti Éva (Rakaczky Pálné, Henning Ernőné) (Bodroghalász, 1935. augusztus 8. – 2012. február 7.) válogatott magyar röplabdázó.
Nagyon fiatalon, már 1954-ben, 18 évesen tagja lett a válogatottnak, ahol 10 éven keresztül játszott folyamatosan. Univerzális játékosként tartották számon, aki mind védekezésben, mind támadásban, mind adogatásban kivételes és kiemelkedő teljesítményt nyújtott.
Az 1960-as párizsi világbajnokság után a nemzetközi mezőny egyik legjobbjaként ismerték el, egyúttal bekerült az eseményt követően összeállított világválogatottba. Tagja volt az 1962-es világbajnokságon 11. helyet elért válogatottnak.
1964-ben akkori férje Henning Ernő tunéziai edzői munkája miatt gyakorlatilag véget ért pályafutása. Hazatérését követően 1970-től még egy ideig játszott az NB I-ben, de családi okokból hamarosan végleg abba kellett hagynia az aktív sportolást.